# Deniss Stradiņš
Deniss Stradiņš (* 1. März 2001 in Riga) ist ein lettischer Fußballspieler.

## Karriere

### Verein
Stradiņš wechselte zur Saison 2019 vom SK Super Nova zum Erstligisten FK Spartaks Jūrmala. Im April 2019 debütierte er gegen den FS Metta/Latvijas Universitāte für Spartaks in der Virslīga. Bis Saisonende kam er zu vier Einsätzen in der höchsten lettischen Spielklasse. Zur Saison 2020 schloss er sich dem Ligakonkurrenten FK Jelgava an, für den er jedoch aufgrund der COVID-bedingten Verschiebung des Saisonstarts nie zum Einsatz kam. Im Juli 2020 wechselte er nach Deutschland zum Regionalligisten Bischofswerdaer FV 08. Für Bischofswerda kam er bis zum Saisonabbruch zu neun Einsätzen in der Regionalliga. Nach dem Abbruch musste Bischofswerda allerdings aus der vierthöchsten Spielklasse absteigen.
Daraufhin wechselte Stradiņš zur Saison 2021/22 zum österreichischen Regionalligisten SV Stripfing. Für Stripfing kam er zu 15 Einsätzen in der Regionalliga. Zur Saison 2022/23 schloss er sich dem Ligakonkurrenten FCM Traiskirchen an.

### Nationalmannschaft
Stradiņš spielte zwischen März 2019 und Februar 2020 zehnmal für die lettische U-19-Auswahl.